# Bandiera del Michigan
La bandiera del Michigan è composta dallo stemma dello stato su sfondo blu.
La bandiera venne adottata ufficialmente nel 1911.